# Троєглазовські ландшафти
Троєгла́зовські ландша́фти — комплексна пам'ятка природи регіонального (республіканського) значення на території Кіясовського району Удмуртії, Росія.
Розташована у західній та північно-західній частині Кіясовського району, на лівих схилах долини річки Іж. Площа пам'ятки становить 691,8 га, з яких до державного лісового фонду відноситься 457,4 га — квартали Кіясовського лісництва Сарапульського лісгоспу.
Складається з 2 частин:
- Даниловський кластер — розташований на схилах корінного берега та в заплаві річки Іж поблизу села Данилово. Складається з 2 частин, один з яких розташований за 3 км, інший — за 2 км на захід від села;
- Троєглазовський кластер — розташований на західних околицях присілка Троєглазово.

На території пам'ятки відмічені 2 види комах, які занесені до Червоної книги Удмуртії — пилохвіст східний та аполлон, який занесений також до Червоної книги Росії. На території пам'ятки зареєстровано 64 види птахів, деякі з яких є рідкісними та нечисленними.